# HLA-B27

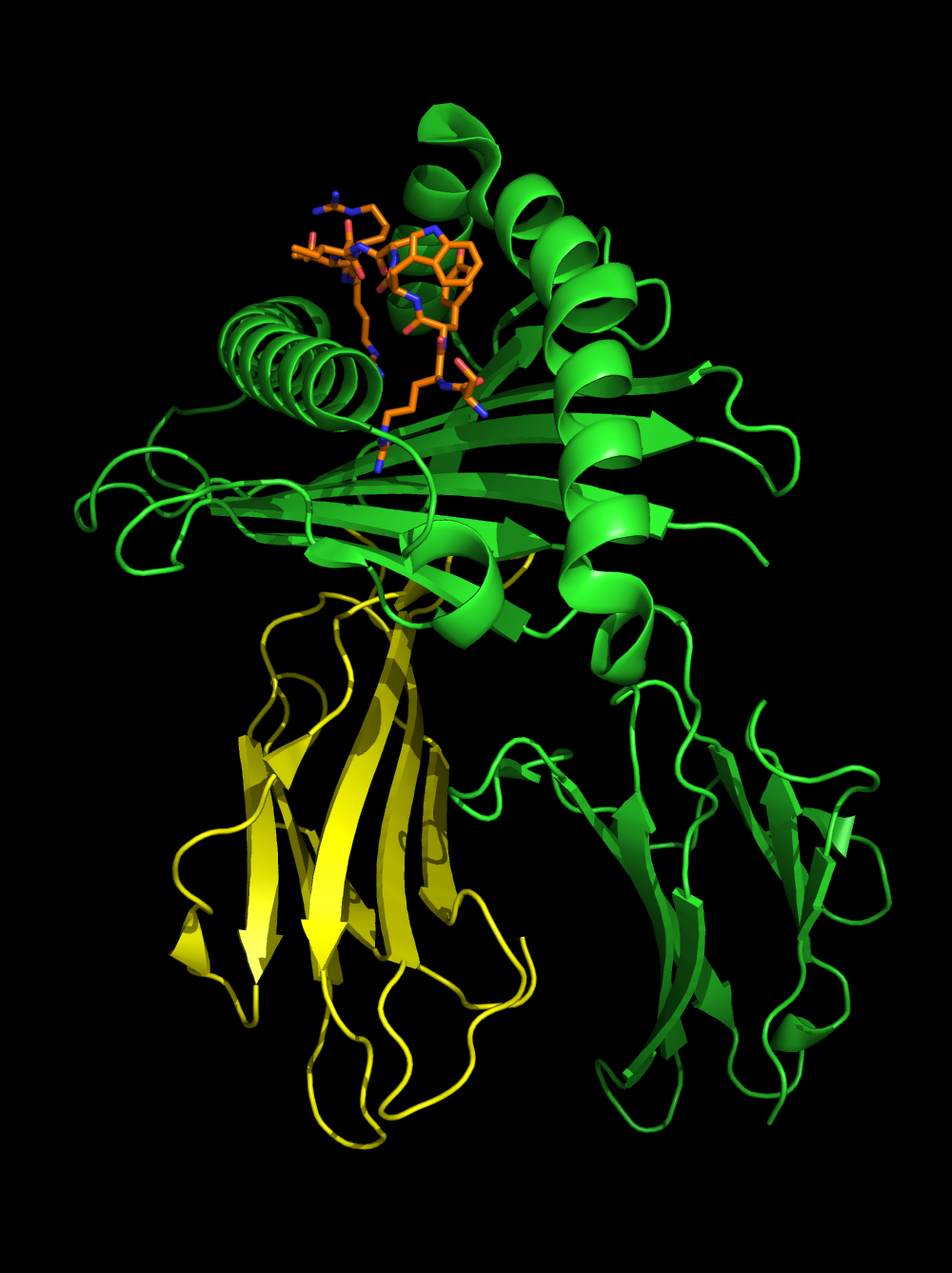

HLA-B27 هو نمط مصلي من مستضد الكريات البيضاء البشرية-ب.